# Indické násobení
Indické násobení, anglicky Lattice multiplication nebo Hindu multiplication, Italian method, Chinese method atp., je jeden z mnoha algoritmů násobení čísel, který se ve světě používá a vyučuje na některých základních školách doma i v zahraničí.

## Historie
Kde a kdo poprvé použil algoritmus Indického násobení není jasné a pravděpodobně pochází ze starověku a rozšířil se ve středověku. Nejstarší dochovaný písemný záznam pochází z Indie z 12. století.

## Základní informace, výhody a nevýhody
- Jeden ze způsobů ručního násobení čísel.
- Výhodou je minimalizace úkonů týkající se krátkodobé paměti při výpočtu – méně mentálních úkonů.
- Grafická úprava zápisu je vhodná i pro hledání společných dělitelů či násobků čísel (dělitelnost).
- Nevýhodou může být obtížnější orientace pro dysgrafiky, protože algoritmus vyžaduje „náročnější“ vytváření struktury čísel, což ale může být obecný problém i u jiných způsobů ručního násobení.

## Indické násobení v českých školách
V České republice je Indické násobení nejčastěji spojováno s Hejného metodou výuky matematiky. Vyučuje se obvykle od 3. třídy s tím, že žáci se učí i klasický (tradiční) způsob násobení a později si sami vyberou způsob jež jim vyhovuje. Nicméně, je to změna oproti tradiční české formě výuky a tudíž má své zastánce i odpůrce.

## Galerie
- Příklady možných zápisů indického násobení
- 58×213=12354
- 238×13=3094
- 123×405=49815
- Historie